# Manjiade
Manjiade (kinesiska: 曼加得, 曼加得镇) är en köping i Kina. Den ligger i den autonoma regionen Tibet, i den sydvästra delen av landet, omkring 610 kilometer öster om regionhuvudstaden Lhasa.
Genomsnittlig årsnederbörd är 3 737 millimeter. Den regnigaste månaden är augusti, med i genomsnitt 897 mm nederbörd, och den torraste är november, med 4 mm nederbörd.